# Prèsa di San Carlo

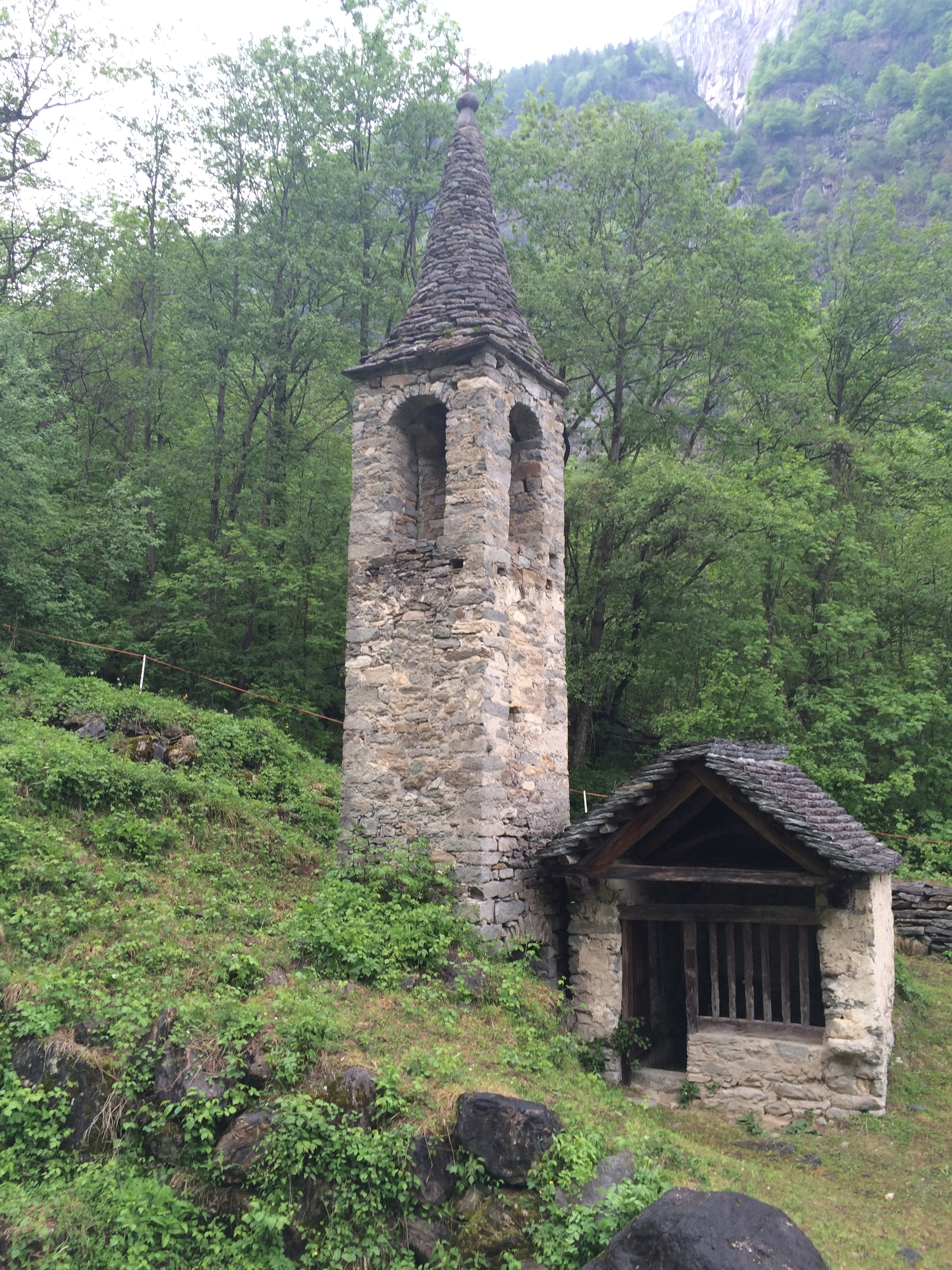
Kirche

Prèsa di San Carlo war ein Dorf im Kanton Tessin in der Schweiz, Fraktion der ehemaligen Gemeinde Bignasco.

## Geographie
Die Ruinen von Prèsa di San Carlo liegen zuhinterst im Bavonatal nördlich von San Carlo. Heute gehören sie zur Gemeinde Cevio und sind von der Strasse aus in wenigen Minuten gut erreichbar. Der Ort wurde im 16. Jahrhundert verlassen, weil Bergstürze und Lawinen ihn unbewohnbar machten. Als Teil der Fraktion Bignasco ist Prèsa im Inventar der schützenswerten Ortsbilder der Schweiz aufgeführt.

## Dorf

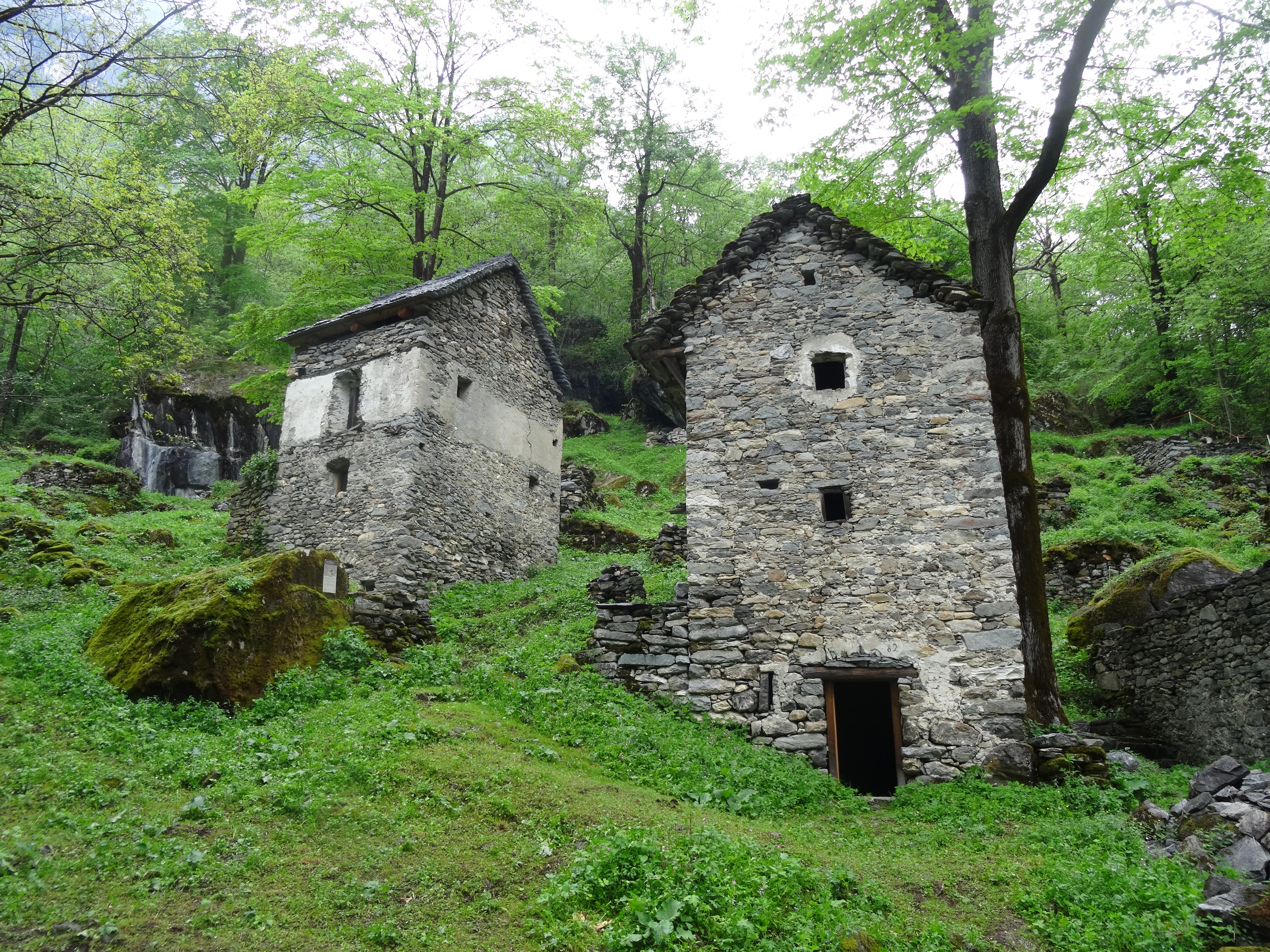
Restaurierte Häuser

Das Dorf bestand aus rund einem Dutzend Gebäuden, von denen fast alle zerfallen sind. Einige Mauern haben sich erhalten. Zwei Häuser wurden restauriert und wieder mit Türen ausgestattet. Sie sind nicht abgeschlossen und können betreten werden. Gut erkennbar sind noch die Feuerstellen.

## Kirche
Erhalten bzw. restauriert ist auch die kleine Kirche mit Abbildungen der originalen Fresken aus dem Jahr 1514. Am ältesten ist der Kirchturm, der im 14. Jahrhundert erbaut wurde. Eine dendrochronologische Untersuchung ergab, dass die Deckenbalken 1345 geschlagen wurden. Die Kapelle selber wurde zu Beginn des 16. Jahrhunderts erbaut; die Balken stammen aus dem Jahr 1513/14. Auch die Fresken eines unbekannten Malers stammen aus dieser Zeit.
In der ersten Hälfte des 16. Jahrhunderts, nachdem das Dorf bereits verlassen war, wurde die Kirche restauriert. 1975 stürzte nach dem Niedergang einer Lawine in einem Bachlauf, der unmittelbar neben der Kirche vorbeiführte, der Eingangsbereich ein. Die Schuttmassen wurden im Folgejahr entfernt, und das Dach wurde repariert. Nach weiteren Lawinen- und Murgängen wurde der Bachlauf 1993 nach Norden verlegt, um weiteren Schäden vorzubeugen. 1996 wurden die Fresken restauriert, entfernt und in die Kirche von San Carlo verbracht, wo sie heute zu sehen sind. 